# Камиљано
Камиљано (итал. Camigliano) је насеље у Италији у округу Казерта, региону Кампанија.
Према процени из 2011. у насељу је живело 1752 становника. Насеље се налази на надморској висини од 79 м.

## Становништво
| 1951. | 1961. | 1971. | 1981. | 1991. | 2001. | 2011. |
| ----- | ----- | ----- | ----- | ----- | ----- | ----- |
| 1.789 | 1.584 | 1.505 | 1.626 | 1.741 | 1.739 | 1.902 |